# Alapítványi templom
Az alapítványi templom olyan középkori vagy újkori templom, melyek alapítására egyes személyek, egyesületek áldoztak pénzt, ugyanakkor meghatározták annak rendeltetését, feladatkörét is. Kialakítása ezért eltér az általános templomtípusoktól. Lehet például egy család temetőkápolnája (Pl.: a kiskunfélegyházi Kalmár-kápolna).